# دهران (حبيش)

تعديل مصدري - تعديل

دهران محلة تابعة لقرية العدن، التابعة لعزلة وادي المعقاب بمديرية حبيش إحدى مديريات محافظة إب في الجمهورية اليمنية، بلغ تعداد سكانها 28 حسب تعداد اليمن لعام 2004.